# Littérature du Ve siècle av. J.-C.
Littérature du VIe siècle av. J.-C. - Littérature du Ve siècle av. J.-C. - Littérature du IVe siècle av. J.-C.
Chronologie de la littérature

## Événements
- Après 500 av. J.-C. : adoption de l’alphabet grec avec les voyelles et se lisant de gauche à droite[1].

- Vers 480-465 av. J.-C. : à Syracuse, l'avocat Corax (peut-être légendaire) fixe les règles de la rhétorique grecque[2]. Selon la légende, Hiéron, tyran de Syracuse interdit à ses sujets l'usage de la parole. Pour les défendre, Corax publie un « art oratoire » (technè rhétoriké), guide pratique à l'usage de citoyens désirant récupérer des terres qui leur avaient été volées.
- 478-466 av. J.-C. : règne de Hiéron de Syracuse, protecteur des arts. Les poètes Eschyle, Pindare, Bacchylide et Simonide de Céos fréquentent sa cour[3].
- Vers 440 av. J.-C. : activité du philosophe atomiste Leucippe[4].
- Vers 430 av. J.-C. : premiers écrits de Démocrite, philosophe atomiste, considéré comme un philosophe matérialiste[4].

- Vers 415/414-398/397 av. J.-C. : Ctésias de Cnide séjourne en Perse où prisonnier de guerre, il devient médecin à la cour du roi Artaxerxès II[5]. De retour en Grèce, il écrit des Persica (une histoire de la Perse s'arrêtant à l'année 398) et des Indica, description fantastique de l'Inde, de sa faune et de ses habitants, qu'il prétend cependant véridique[6].

- 408 av. J.-C. : rencontre de Socrate et de Platon[7].

## Théâtre
- 493 av. J.-C. : La Prise de Milet, tragédie de Phrynichos[8].

- 476 av. J.-C. : Les Phéniciennes, tragédie de Phrynichos[8].
- 471 av. J.-C. : Les Perses et Prométhée enchaîné, tragédies d’Eschyle, sont jouées à Syracuse[9].

- 467 av. J.-C. : Les Sept contre Thèbes, tragédie d’Eschyle[8].
- Vers 463 av. J.-C. : Les Suppliantes, tragédie d’Eschyle[8].

- 459 av. J.-C. : Sophocle remporte sa première victoire aux Grandes Dionysies avec sa tragédie Triptolème[8].
- 458 av. J.-C. : Orestie, tragédie d’Eschyle composée de trois pièces[8].

- 455 av. J.-C. : succès du poète comique athénien Cratinos, aux Dionysies urbaines d’Athènes[10]. Les Péliades, première tragédie d’Euripide (perdue), obtient la troisième place[11].
- Vers 455-453 av. J.-C. : Ajax, tragédie de Sophocle[8].

- 449 av. J.-C. : création aux Grandes Dionysies d'un concours d'acteurs à côté du concours de poètes[8].
- Vers 448-402 av. J.-C. : activité du poète tragique Agathon à Athènes[12].

- 442 av. J.-C. : présentation de la tragédie de Sophocle, Antigone[13]. Elle pose d'importantes questions morales et politiques ; elle examine en particulier le conflit entre les justices divine et humaine.
- Vers 442-440 av. J.-C. : création aux Lénéennes à Athènes d'un concours comique[8].
- 440-437 av. J.-C. : interdiction des attaques nominales dans la comédie, à Athènes[14].

- 438 av. J.-C. : Alceste, d'Euripide, est présenté aux Grandes Dionysies à Athènes[15].
- 431 av. J.-C. : Médée tragédie d'Euripide[8].

- Entre 430 et 420 av. J.-C. : Œdipe roi, tragédie de Sophocle[16].
- Vers 430-427 av. J.-C. : Les Héraclides, tragédie d’Euripide[17].

- 429-412 av. J.-C. : activité du poète comique athénien Eupolis ; toutes ses œuvres sont perdues[18].
- 428 av. J.-C. : Euripide gagne le premier prix de tragédie aux Grandes Dionysies à Athènes avec la pièce Hippolyte[19].

- 427 av. J.-C. : première comédie d’Aristophane, les Détaliens (ou Banqueteurs)[20].

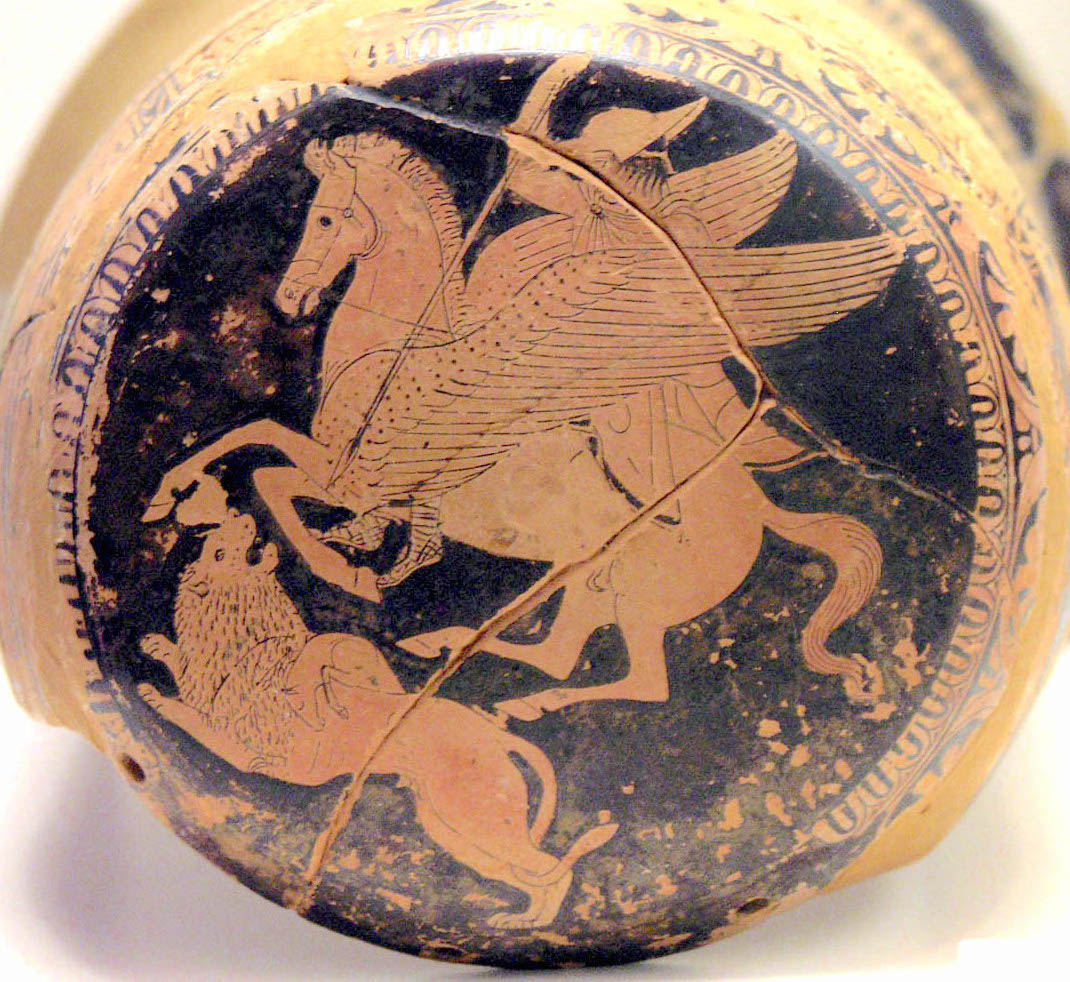
Bellérophon tuant la Chimère, épinétron attique, v. 425-420, Musée national archéologique d'Athènes

- Vers 426-424 av. J.-C. : Andromaque, tragédie d’Euripide[8].
- 426 av. J.-C. : Les Babyloniens, comédie d'Aristophane (perdue), est présentée aux Grandes Dionysies à Athènes[21].

- Avant 425 av. J.-C. :  Bellérophon, tragédie d’Euripide[22].

- 425 av. J.-C. : Les Acharniens, comédie d’Aristophane est présentée aux Lénéennes à Athènes[23].
- 424 av. J.-C. : Les Cavaliers, comédie d’Aristophane reçoit le premier prix aux Lénéennes[24].
- Vers 424 av. J.-C. : Hécube tragédie d'Euripide[8].
- Vers 424-421 av. J.-C. : Les Suppliantes,  tragédie d'Euripide[8].
- 423 av. J.-C. : Cratinos remporte le premier prix aux Dionysies urbaines d’Athènes avec sa comédie La Bouteille, Le Connos œuvre d’Amipsias arrive en deuxième position alors que la pièce Les Nuées d’Aristophane termine troisième[25].
- 422 av. J.-C. : Les Guêpes, comédie d'Aristophane est présentée aux Lénéennes d'Athènes, où elle obtient le deuxième prix[26]. Les Suppliantes, tragédie d'Euripide[27].
- 421 av. J.-C. : La Paix, comédie d'Aristophane obtient le deuxième prix aux Grandes Dionysies d'Athènes[28].
- Vers 420-417 ou 413 av. J.-C. : Électre, tragédie de Sophocle[8].

- Vers 418-414 av. J.-C. : Ion, tragédie d'Euripide[8].
- 416 av. J.-C. : banquet donné en l'honneur d'Agathon, afin de fêter sa victoire lors du concours de tragédies aux Lénéennes, en présence de Socrate et Aristophane[29]. Xénophon et Platon en feront un compte rendu.
- 415 av. J.-C. : la pièce d’Euripide Les Troyennes est présentée pour la première fois durant les Grandes Dionysies[30].
- 414 av. J.-C. : Les Oiseaux, comédie d’Aristophane, Monotropos (Le Misanthrope), comédie de Phrynichos et Les Bambocheurs d'Amipsias sont jouées aux Grandes Dionysies à Athènes[31].
- Vers 414 av. J.-C. : La Folie d'Héraclès, tragédie d'Euripide[8].

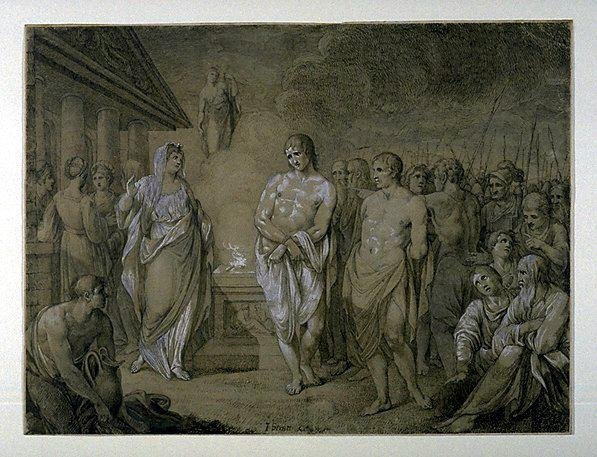
Iphigénie en Tauride

- Vers 413 av. J.-C. : Électre, tragédie d'Euripide[8].

- Avant 412 av. J.-C. : Iphigénie en Tauride, tragédie d'Euripide[32].

- 411 av. J.-C. : la pièce d'Aristophane Lysistrata, est présentée pour la première fois aux Lénéennes[33]. Les Thesmophories, comédie d’Aristophane, est présentée aux Grandes Dionysies[33].
- Vers 411-408 av. J.-C. : Les Phéniciennes, tragédie d’Euripide, est présentée aux Grandes Dionysies[8].
- 409 av. J.-C. : Philoctète, tragédie de Sophocle, remporte le premier prix  aux Grandes Dionysies[34].
- 408 av. J.-C. :
  - première version de Ploutos, comédie d'Aristophane (perdue)[35].
  - Oreste, tragédie d’Euripide[8].
- 405 av. J.-C. : Les Grenouilles, comédie d’Aristophane, est représentée aux Lénéennes à Athènes et obtient le premier prix[36]. Les Bacchantes et Iphigénie à Aulis, tragédies posthumes d'Euripide sont jouées à Athènes, probablement à l'occasion des Grandes Dionysies[37].
- 401 av. J.-C. : Œdipe à Colone, tragédie de Sophocle, est représentée de manière posthume aux Grandes Dionysies[38].

## Œuvres majeures
- Vers 500-400 av. J.-C. : Panini publie l’Ashtadhyayi, une grammaire sanskrite[39].
- Vers 480-460 av. J.-C. : rédaction du Livre de Malachie (anonyme)[40]. C’est le dernier des « prophètes » dans la tradition biblique.
- Vers 445-430 av. J.-C. : l’historien grec Hérodote rédige ses Histoires, ouvrage également appelé l’Enquête[41].
- Vers 431-411 av. J.-C. : L’historien athénien Thucydide rédige Histoire de la guerre du Péloponnèse[42] où il relate notamment les expéditions de Perdiccas II de Macédoine contre les Lyncestes, s’efforçant de mettre en relief l’action politique des hommes et des groupes à l’intérieur des cités-États, et des États et des groupes sur le plan international. Sa méthode est rigoureusement objective. Il meurt entre 400 et 395 av. J.-C. dans des circonstances obscures, peut-être assassiné.
- 411 av. J.-C. : l’historien athénien Xénophon commence l’écriture de son histoire de la Grèce, Hellenica[43].

- Rédaction du Livre de Job (moitié du Ve siècle av. J.-C.)[44].

## Personnages significatifs
- Panini, grammairien de l'Inde antique.
- Hérodote, historien de la Grèce antique.
- Thucydide, historien de la Grèce antique.
- Sophocle, dramaturge de la Grèce antique.